# Krakonošova zahrada
Krakonošova zahrada je sbírka obsahující především povídky, úvahy, aforismy, teorie a filozofie. Spadá do rané tvorby bratří Čapků. Autoři čerpali z krásného prostředí svého mládí – údolí Úpy. Tam však autoři poznali i továrny s dělnickou třídou, špinavé dělnické čtvrtě, neřest a bídu. Tyto dvě tváře světa ovlivnily jejich budoucí tvorbu. Krakonošova zahrada je dílo, které se snaží o zdravý pohled na nepřirozenost člověka i věcí.
Poprvé vyšla Krakonošova zahrada v nakladatelství František Borový v roce 1918.